# بوگوت
بوگوت (به مجاری:  Bögöt) یک شهرداری در مجارستان است که در واش واقع شده‌است. بوگوت ۴٫۹۹ کیلومتر مربع مساحت و ۳۹۱ نفر جمعیت دارد.